# Gubin (Pologne)
Pour les articles homonymes, voir Gubin.
Gubin (prononciation : [ˈɡubʲin]) est une ville dans l'ouest de la Pologne, une gmina urbaine du powiat de Krosno Odrzańskie dans la voïvodie de Lubusz. C'est aussi le chef-lieu de la gmina de Gubin, sans en faire partie de son territoire.
Située tout près de la frontière de l'Allemagne, c'est la partie polonaise de la ville historique ; l'autre partie est Guben au-delà de la rivière Neisse (Nysa).

## Géographie

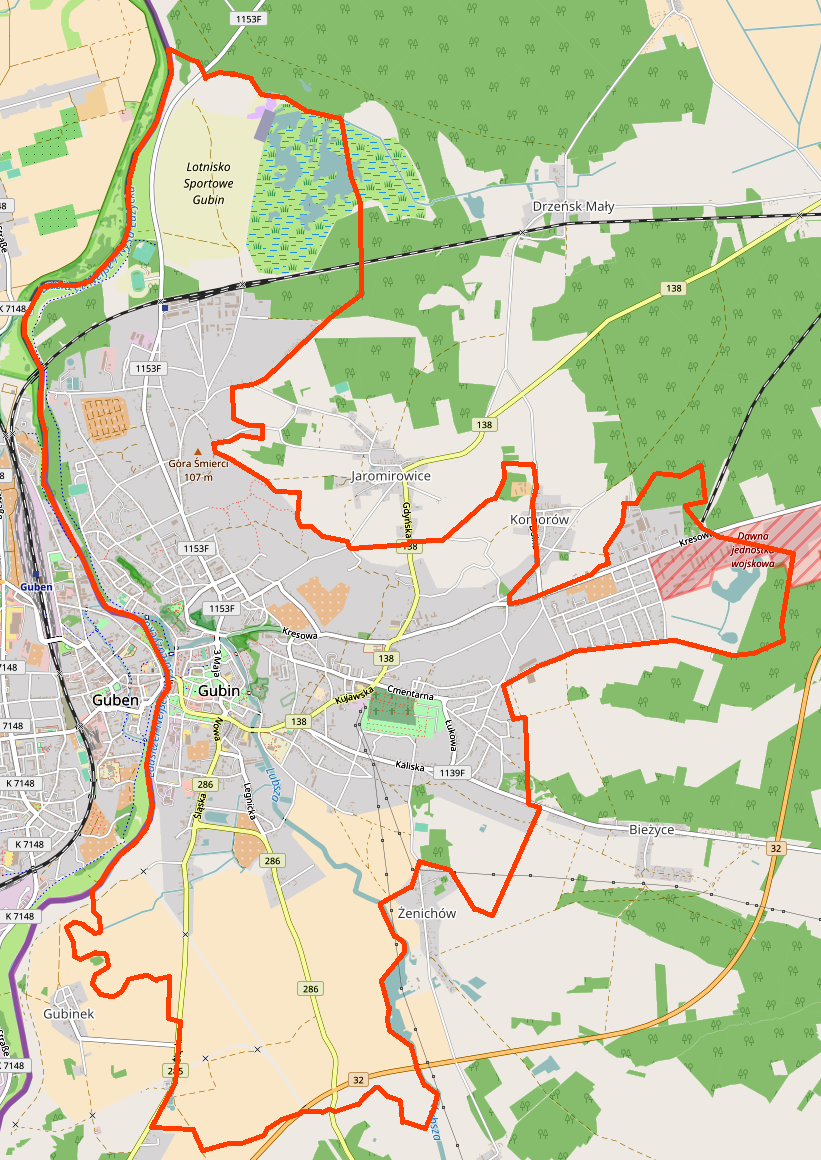
Carte du territoire municipal.

La ville se trouve dans la région historique de Basse-Lusace. Elle couvre une superficie de 20,68 km2 pour une population s'élevant à environ 17 000 habitants. La population est en partie sorabe, peuple d'origine slave.

### Structure du terrain
D'après les données de 2002, la superficie de la ville de Gubin est de 20,68 km2, répartis comme telle :
- terres agricoles : 61 %
- forêts : 5%

La ville représente 1,49 % de la superficie du powiat.

## Histoire
Dans la région, nombre de vestiges ont été découverts, allant du Paléolithique inférieur et du Mésolithique jusqu'à l'époque de la culture de la céramique cordée et de la culture d'Unétice. Pour la période du Bronze moyen (1600-1350 av. J.-C.), un peuplement continu depuis la présence de la culture lusacienne peut être démontré.
Le lieu est mentionné pour la première fois dans le processus de la colonisation germanique en 1033, faisant partie de la marche de Lusace. Il bénéficie d'une
situation géographique stratégique au croisement des routes du commerce qui conduisent de Leipzig à Poznań et de Görlitz à Francfort-sur-l'Oder. Le 1er juin 1235, les citoyens obtiennent le statut de ville selon le droit de Magdebourg des mains du margrave Henri l'Illustre. Le centre historique se trouvait sur la rive droite de la Neisse ; situé sur l'autre rive, un monastère bénédictin a été fondé en 1157.

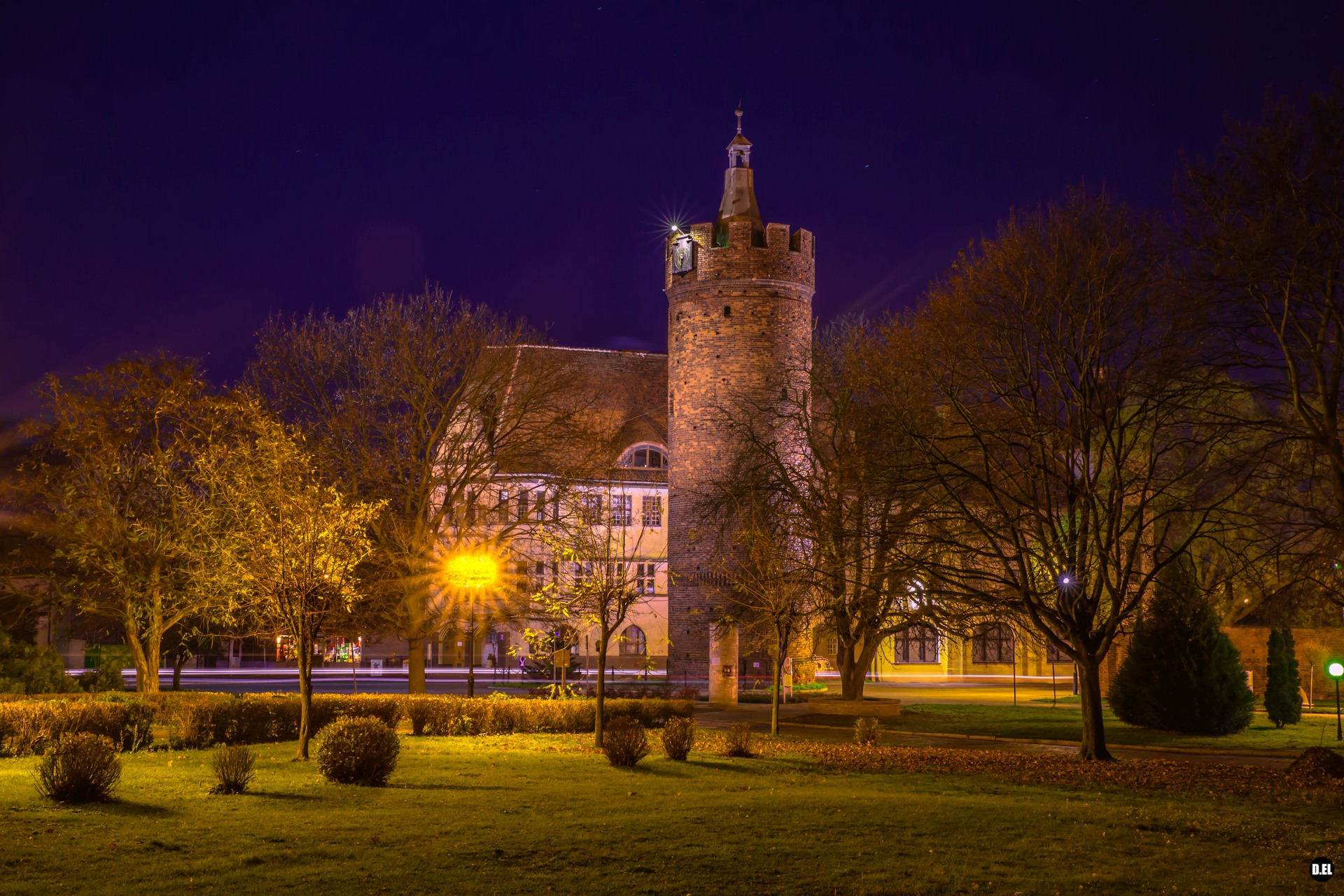
Une tour de défense de la ville.

En 1367, la ville et les domaines de la Basse-Lusace furent incorporés par la couronne de Bohême sous le règne de l'empereur Charles IV. Au XVe siècle, Guben est temporairement donnée en gage à l'électeur Frédéric II de Brandebourg, mais le roi Georges de Poděbrady a pu regagner le fief en 1462. Des grandes fortifications de la ville furent construites au XVIe siècle. Pendant la guerre de Trente Ans, par la paix de Prague en 1635, le margraviat de Basse-Lusace a été acquis par l'électeur Jean-Georges Ier de Saxe.
Après le guerres napoléoniennes, en 1815, le congrès de Vienne a accordé la Basse-Lusace au royaume de Prusse. Guben fit ainsi partie de la province prussienne de Brandebourg (dans le district de Francfort) jusqu'à la fin de la Seconde Guerre mondiale. Depuis 1846, la ville dispose d'une desserte ferroviaire sur la ligne de Berlin à Breslau. Le théâtre municipal de Guben fut inauguré en 1874 sur un îlot au milieu de la rivière Neisse.
Au cours du déplacement de la frontière entre l'Allemagne et la Pologne sur l’Oder et la Neisse en 1945, la partie Est de la Basse-Lusace et la ville de Gubin furent cédées à la Pologne et la population allemande restante est expulsée. De 1975 à 1998, la ville de Gubin faisait partie administrativement de la voïvodie de Zielona Góra ; depuis 1999, elle est rattachée à la voïvodie de Lubusz.

## Relations internationales

### Jumelages
La ville a signé des jumelages ou des accords de coopération avec :
- Kwidzyn (Pologne) ;
- Guben (Allemagne) ;
- Laatzen (Allemagne) ;
- Paks (Hongrie).

## Personnalités
- Johann Crüger (1598–1662), compositeur, organiste, et théoricien de la musique ;
- Johann Franck (1618–1677), juriste, avocat et poète ;
- Gottfried Kirch (1639–1710), astronome ;
- Christfried Kirch (1694–1740), astronome et éditeur ;
- Christine Kirch (1697–1782), astronome ;
- Corona Schröter (1751–1802), chanteuse, compositrice et actrice ;
- Johann Samuel Schroeter (1753–1788), pianiste et compositeur ;
- Ludwig von Falkenhausen (1844–1936), général ;
- Ludwig von Reuter (1869–1943), amiral ;
- Wilhelm Pieck (1876–1960), homme politique, chef d'État de la République démocratique allemande ;
- Gerhard Engel (1906–1976), général ;
- Gerhard Pohl (1937–2012), homme politique ;
- Barbara Dittus (1939–2001), actrice ;
- Michał Janota (né en 1990), footballeur.